# NTTデータ経営研究所
株式会社エヌ・ティ・ティ・データ経営研究所（NTTデータけいえいけんきゅうじょ）は、株式会社NTTデータの子会社である。

## 企業概要
NTTデータの子会社として1991年に誕生した。
NTTデータグループは、持株会社のNTTデータコンサルティングを設立した上で、ITコンサルティングを行うQUNIEと戦略コンサルティングを行うNTTデータ経営研究所を配置するという、コンサルティング体制を敷いている。

## コンサルティング領域
企業の戦略立案、業務プロセス改革、中央省庁・地方自治体への政策提案、などを軸にコンサルティングサービスを提供。NTTデータのグループ会社である強みを生かし、ITを活用した新規ビジネスの企画開発支援コンサルティングも増加の傾向にあり、また、環境、少子高齢化、医療福祉、地域情報社会といった分野に対しても取り組んでいる。
戦略コンサルティングやリサーチ業務を行う。

## 事業概要
「戦略」「ビジネスプロセス」「IT」における全体最適の視点からコンサルティングをするが、NTTデータとのパートナーシップにより、自社ではシステム開発は行わずコンサルティングに特化し、ビジネスの上流工程における重要課題を行う。
- ソーシャルイノベーション・コンサルティング本部
- 金融コンサルティング本部
- 産業コンサルティング本部
- 情報戦略コンサルティング本部
- 社会・環境戦略コンサルティング本部
- 人財・組織戦略コンサルティング本部
- マネジメントイノベーションセンター

## 関連会社
- NTTデータ
- NTTデータコンサルティング - NTTデータ経営研究所とQUNIEの持株会社と設定されている。
- QUNIE - NTTデータビジネスコンサルティングとザカティーコンサルティング（旧CapGemini日本法人）の合併会社。海外日系企業向けコンサルティングサービスを主な事業とする。